# Rovečné
Rovečné (németül: Rowetschin) település Csehországban, Žďár nad Sázavou-i járásban. Rovečné Bystré, Olešnice, Chlum-Korouhvice, Věstín, Sulkovec, Velké Tresné, Nyklovice, Lhota u Olešnice és Trpín településekkel határos. Lakosainak száma 611 fő (2024. január 1.).

## Népesség
A település lakosságának változását az alábbi diagram mutatja:
| Lakosok száma | 1003 | 932  | 964  | 771  | 818  | 660  | 624  | 623  | 615  | 611  |
|               | 1869 | 1890 | 1921 | 1950 | 1980 | 2001 | 2017 | 2019 | 2022 | 2024 |

## Híres személyek
- Itt született 1824. június 2-án Kiss Gusztáv református főgimnáziumi tanár, 1848-as honvédszázados